# Économie de la Somalie
L'économie de la Somalie, malgré la guerre civile depuis les années 1990, repose principalement sur l'élevage et de manière plus complémentaire sur l'exploitation des mines de sel. Le pétrole est convoité par de grandes compagnies qui négocient avec les gouvernements en place.
En raison d'un manque de statistiques officielles et de la guerre civile en cours, il est difficile d'évaluer la taille et la croissance de l'économie. En 1994, la CIA a estimé le PIB à 3,3 milliards de dollars. En 2001, il a été estimé à 4,1 milliards de dollars. En 2009, la CIA estime que le PIB était de 5,731 milliards de dollars, avec donc un taux de croissance de 2,6 %. En 2003, la Banque mondiale a affirmé que les secteurs du commerce, des transports, de l'élevage de l'agriculture et de la pêche, ont connu une importante croissance.
Cette économie est alimentée par les rentrées de devises de la diaspora (en), estimées à 1,6 milliard de dollars par an en 2013. L'aide internationale est importante mais en partie détournée par la corruption des fonctionnaires et par les milices qui prélèvent leur contribution sur les convois. L'économie est lourdement éprouvée depuis des décennies par la guerre civile, plusieurs vagues de sécheresse et d'inondations, et, en 2020, par une invasion de criquets. En juillet 2020, selon la Commission européenne, 760 000 réfugiés somaliens vivent dans les pays voisins, 2,6 millions de personnes déplacées habitent des camps surpeuplés et insalubres à l’intérieur du pays, et, au total, 5,2 millions de personnes ont besoin d’une aide humanitaire.

Exportations de la Somalie en 2017

Images de l'économie de la Somalie
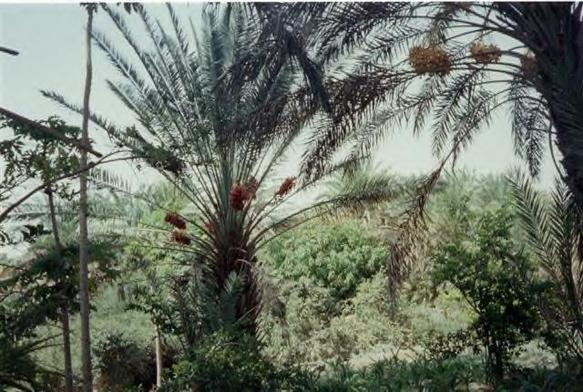
Palmeraie à Galgala (en), 2007.
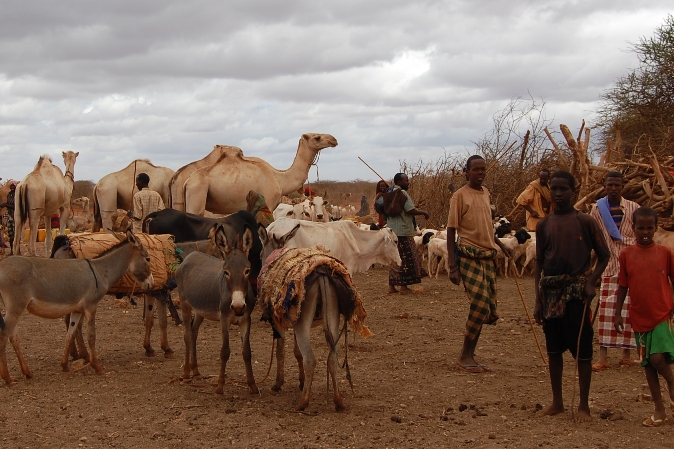
Bétail à l'abreuvoir dans la province de Bakool, 2008.
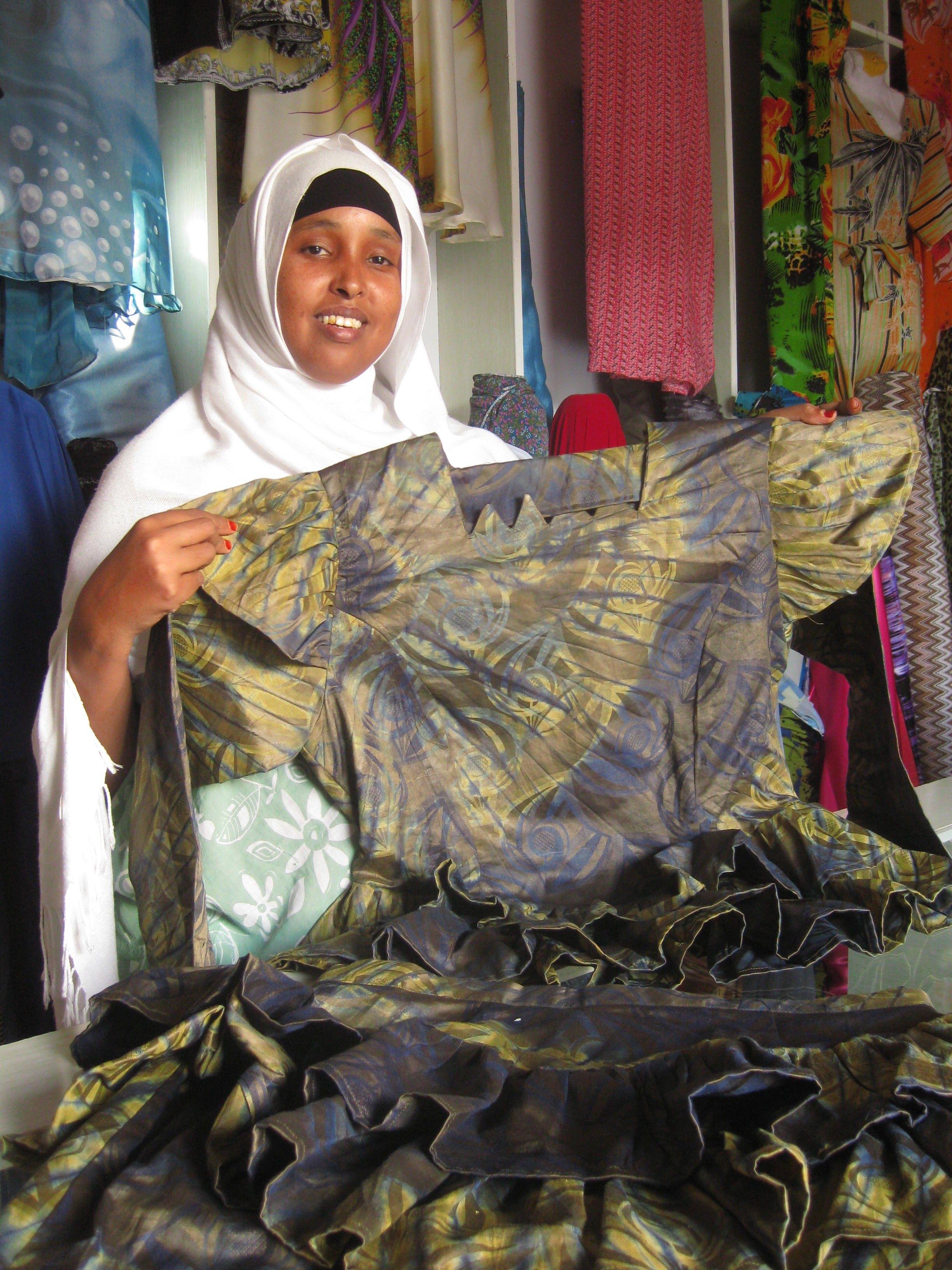
Boutique de vêtements à Hargeisa, 2013.
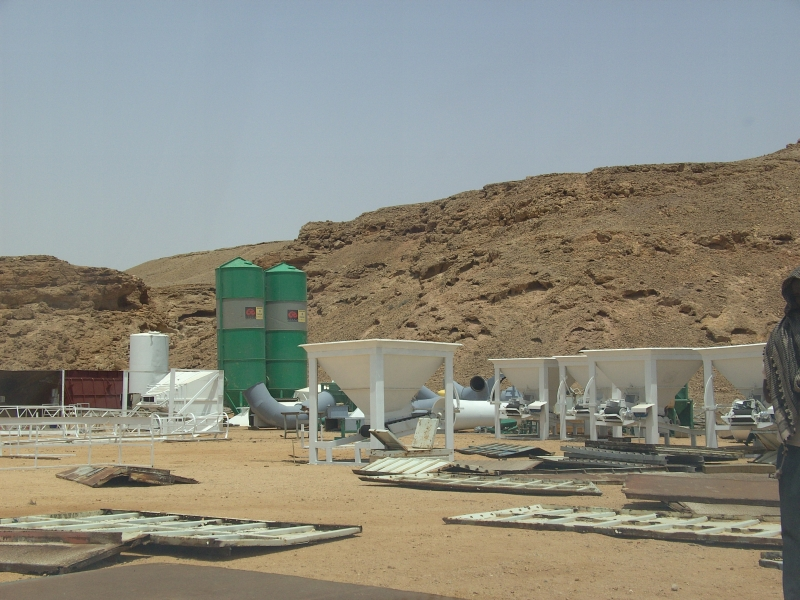
Cimenterie au Puntland, 2007.
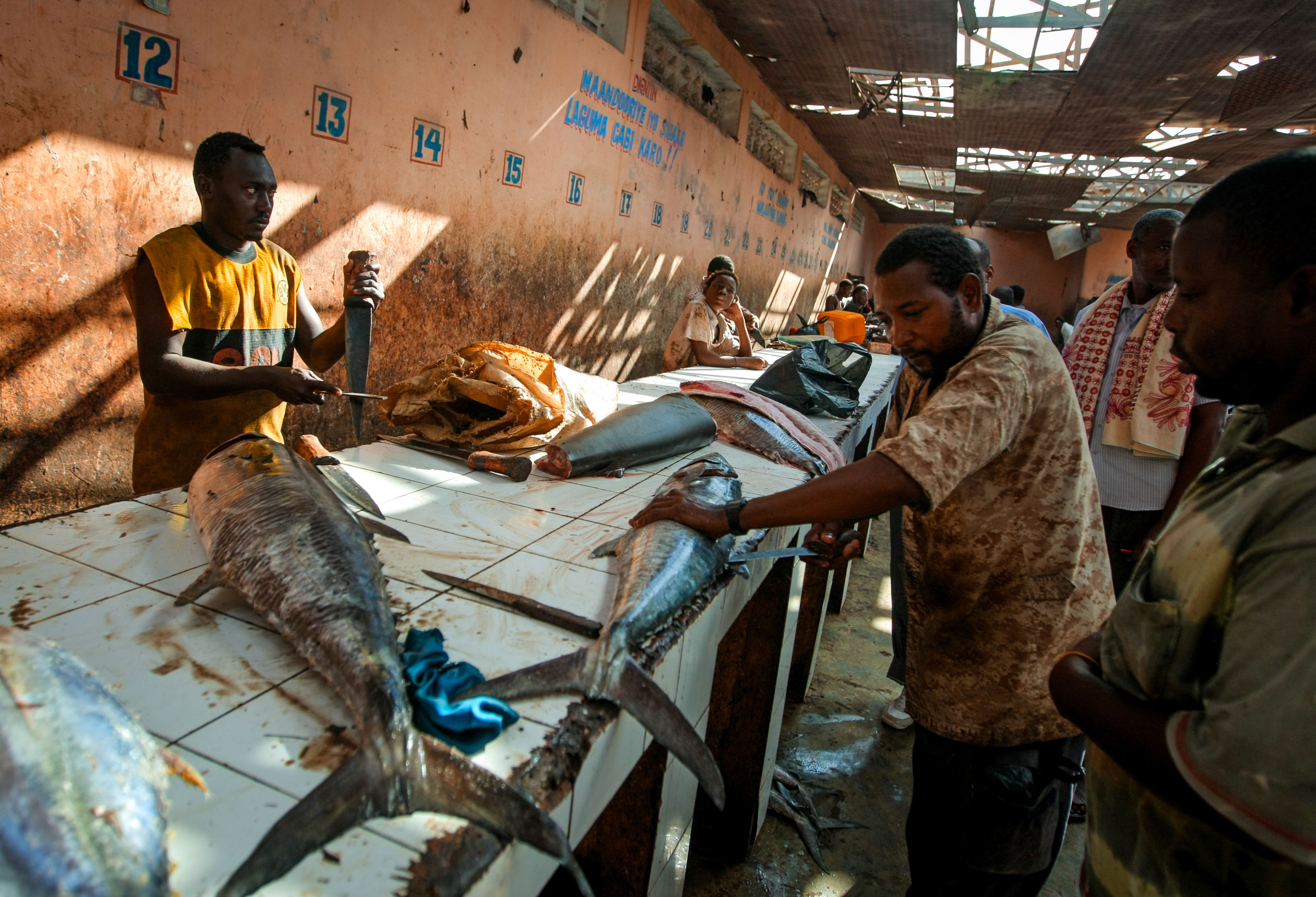
Marché au poisson à Mogadiscio, 2013.
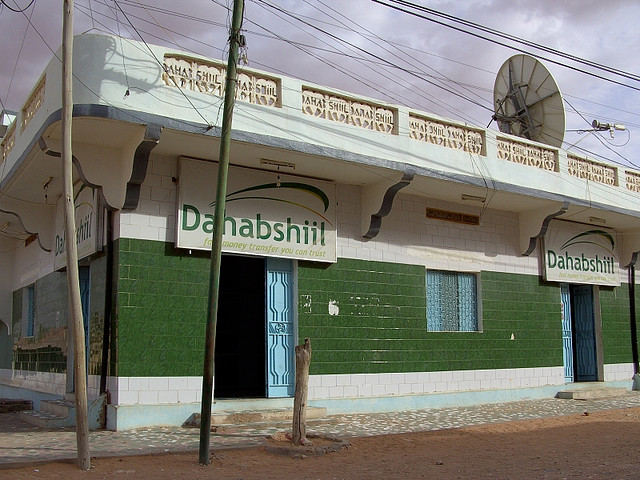
Agence de transfert de fonds Dahabshiil au Puntland, 2007.